# Thomas-Dehler-Haus (Bonn)

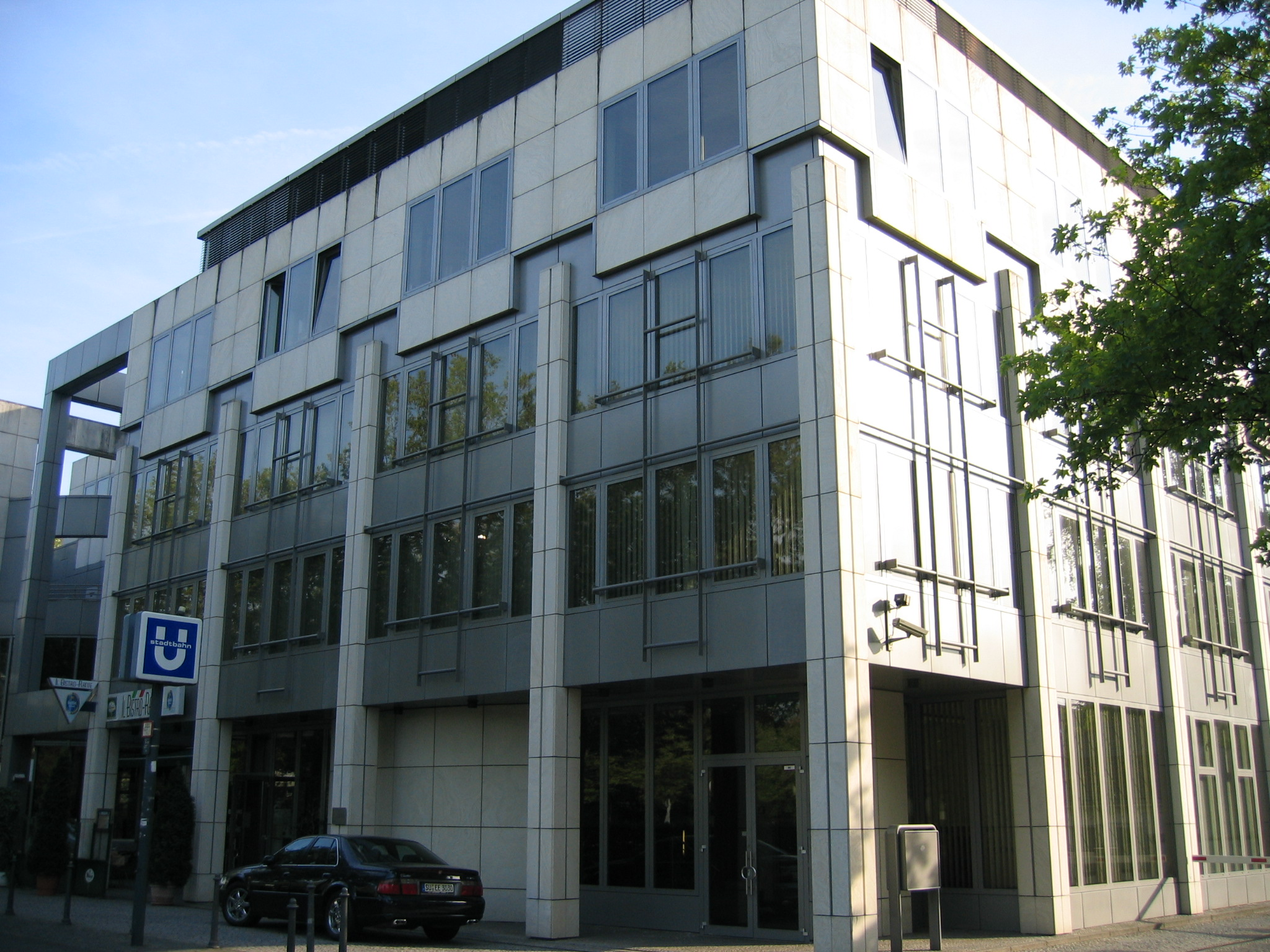
(Neues) Thomas-Dehler-Haus in der Willy-Brandt-Allee, 2007.

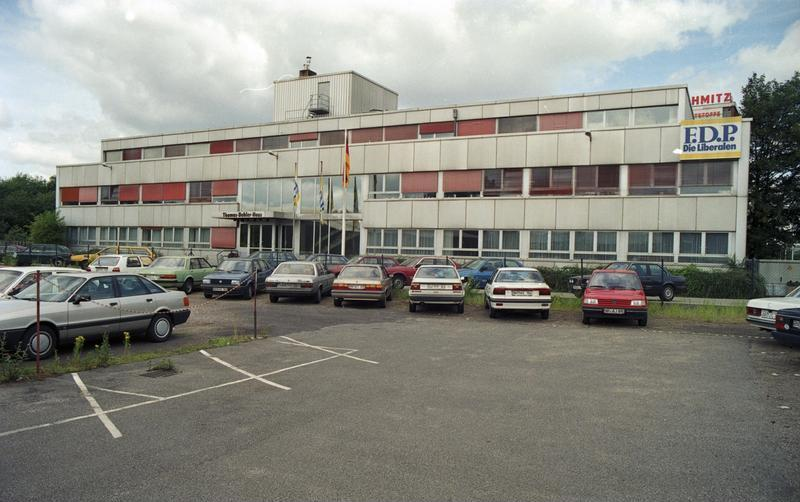
(Altes) Thomas-Dehler-Haus in der Baunscheidtstraße, 1990.

Das Thomas-Dehler-Haus (TDH) ist ein Gebäude im Bonner Ortsteil Gronau, das von 1993 bis 1999 die Parteizentrale der FDP beherbergte. Es liegt an der Westseite der Willy-Brandt-Allee (Bundesstraße 9) mit der Hausnummer 20 im Bereich des Bundesviertels. Das Gebäude ist nach Thomas Dehler, dem FDP-Bundesvorsitzenden von 1954 bis 1957, benannt. 

## Geschichte
Die erste Parteizentrale der FDP befand sich zunächst ab Juni 1950 in der Moltkestraße 5 in Bad Godesberg. Im November 1956 wechselte man in das Gebäude einer ehemaligen Nervenklinik am Bonner Talweg 57 in der Südstadt. Zwischen April 1976 und Juni 1993 war die Bundesgeschäftsstelle der FDP in einem Objekt in der Baunscheidtstraße 15 nahe der linksrheinischen Eisenbahnstrecke ansässig, das von der SPD vermietet wurde. Dieses trug auf Veranlassung von Hans-Dietrich Genscher laut Beschluss des FDP-Bundesvorstandes vom 9. April 1976 den Namen "Thomas-Dehler-Haus". Hier war bis 1983 unter anderem auch das Archiv der Bundespartei bzw. das Archiv der Friedrich-Naumann-Stiftung untergebracht, bevor dieses an die Theodor-Heuss-Akademie nach Gummersbach verlegt wurde. 
Nach Erwerb eines 2.100 Quadratmeter großen Grundstücks an der Adenauerallee, richtete die FDP 1988 einen beschränkten Architektenwettbewerb unter acht Teilnehmern für einen Neubau der Parteizentrale aus, aus dem das Architekten- und Ingenieurbüro Geller + Müller in Euskirchen als erster Preisträger siegreich hervorging und schließlich 1989 mit der Durchführung beauftragt wurde. Der Grundstein für die neue, etwa 500 Meter nördlich der bisherigen befindliche Parteizentrale wurde im Oktober 1991 vom damaligen FDP-Bundesvorsitzenden Otto Graf Lambsdorff gelegt. Nach eineinhalbjähriger Bauzeit konnte er das Gebäude am 4. Juni 1993 einweihen.
Mit der Verlegung des Regierungssitzes zog auch die FDP im Juli 1999 nach Berlin um, wo die in Berlin-Mitte ansässige Bundesgeschäftsstelle zunächst ebenfalls den Namen Thomas-Dehler-Haus trug, ehe sie im März 2017 in Hans-Dietrich-Genscher-Haus umbenannt wurde. Die vormalige Bonner Parteizentrale wird seither als Büro- und Geschäftshaus genutzt. Sie befindet sich weiterhin im Besitz der FDP, deren 100%iges Tochterunternehmen LIBERAL Vermögensverwaltungsgesellschaft mbH dort ansässig ist. Das Gebäude beherbergt derzeit das Innovations- und Technologiezentrum der Internationale Agentur für erneuerbare Energien (IRENA). 